# Janusz Korbel
Janusz Korbel (właśc. Andrzej Korbel; ur. 1946 w Katowicach, zm. 7 sierpnia 2015 w Hajnówce) – doktor inżynier architekt, działacz ekologiczny, dziennikarz, fotograf.

## Życiorys
Urodził się w Katowicach, dzieciństwo spędził częściowo na Podlasiu, w rodzinnym dworku matki nad Narwią. Absolwent wydziału architektury na Politechnice Krakowskiej. Tam też obronił doktorat nt. „Wpływu czynników środowiskowych na architekturę” (promotor prof. Tadeusz Przemysław Szafer). Przez szereg lat związany z prof. Januszem Bogdanowskim w ramach zespołu MAB 13. Pracował kolejno w biurze projektów „Społem”, jako projektant w pracowni urbanistycznej w Kielcach oraz jako adiunkt na Wydziale Architektury Politechniki Śląskiej. W latach 70. związany z artystycznym środowiskiem śląskim i kieleckim, mieszkając częściowo w Górach Świętokrzyskich. Był jednym z założycieli pierwszej polskiej grupy buddyjskiej zen (m.in. z Andrzejem Urbanowiczem, Urszulą Broll, Jackiem Ostaszewskim, Wojciechem Eichelbergerem). W roku 1980 przebywał w Rochester Zen Center w USA.
W roku 1987 z grupą przyjaciół utworzył nieformalną Pracownię Architektury Żywej, promując w Polsce założenia ekologii głębokiej. Na jej bazie w 1989 roku powstała Pracownia na rzecz Wszystkich Istot, jedna z pierwszych pozarządowych organizacji ekologicznych po upadku komunizmu. Korbel zaprosił wówczas do Polski dyrektora Rainforest Information Centre Johna Seeda z Australii i wkrótce twórcę ekologii głębokiej prof. Arne Næssa z Norwegii. W roku 1994 zainicjował wydawanie miesięcznika ekologicznego „Dzikie Życie” i został jego redaktorem naczelnym. Był jednym inicjatorów akcji „Pień pod Sejmem RP” (1994), która zwróciła uwagę opinii w kraju i za granicą na potrzebę ochrony Puszczy Białowieskiej, a także międzynarodowej akcji BISON (Bialowieza International Solidarity Network), która zaowocowała powołaniem zespołu Prezydenta RP ds. ochrony dziedzictwa przyrodniczego i kulturowego Puszczy w 2006 roku.

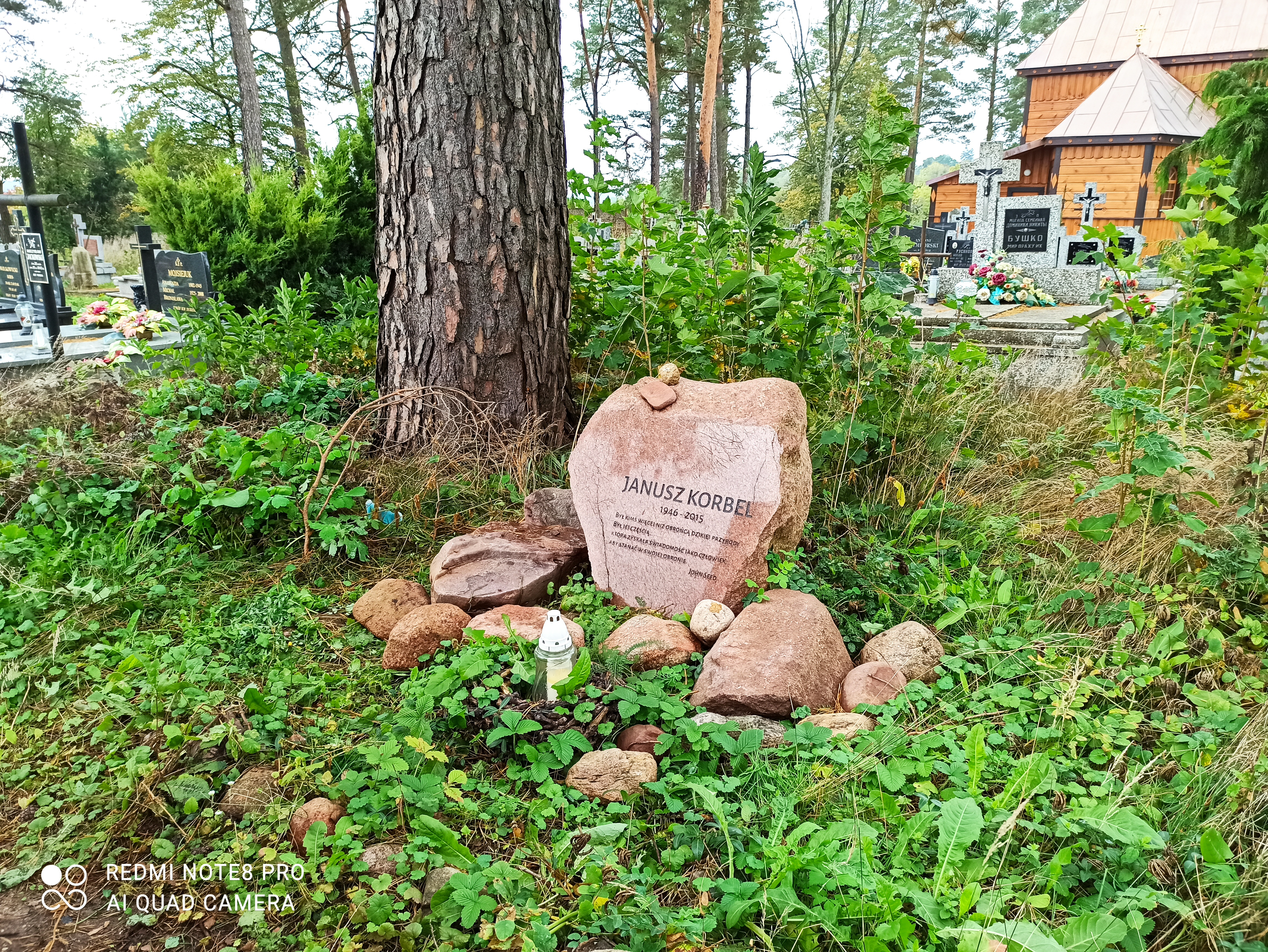
Grób Janusza Korbela na cmentarzu parafialnym w Białowieży

Od roku 2001 mieszkał w Białowieży, był prezesem Towarzystwa Ochrony Krajobrazu. Został pochowany na cmentarzu parafialnym w Białowieży.

## Twórczość
Jego publikacje ukazywały się w wielu tytułach prasowych m.in. białoruskim piśmie społeczno-kulturalnym „Czasopis”, literackiej „Latarni Morskiej” z Pomorza i ekologicznym „Dzikim Życiu”.
Autor książek:
- Architektura żywa (ISBN 83-213-3279-X);
- W obronie ziemi (ISBN 83-901968-0-8) z Martą Lelek;
- Ekozofia urbanistyki (ISSN 0860-0074);
- Człowiek i las (ISBN 83-922386-0-5);
- Puszcza Białowieska czarno na białym (album fotograficzny, ISBN 978-83-925199-4-2).

Redaktor licznych publikacji. Współautor filmu WWF Nie wolno wycinać starych drzew oraz stron internetowych poświęconych Puszczy Białowieskiej (m.in. Drzewa Białowieskiego Parku Narodowego)

## Nagrody
- Innovators for the Public (1996) i członkostwo w gronie Leading Public Enterpreneurs ASHOKA;
- Ekologiczna Nagroda Bayera (1999);
- Nagroda „Za wybitne zasługi dla środowiska przyrodniczego województwa śląskiego” Fundacji Silesia i Trybuny Śląskiej (2000);
- Nagroda im. Alfreda Lityńskiego w dziedzinie ochrony środowiska naturalnego (2005);
- Nagroda (wspólnie z Jaromirem Blahą z Czech) „Czyn roku na rzecz ochrony lasów za lata 2006-2007” przyznawana przez fundację Nadácia Zelená Nádej ze Słowacji (2009).